# 日高久
日高 久（ひだか ひさし、1927年〈昭和2年〉1月1日 - 1995年〈平成7年〉12月8日）は、日本の俳優。松竹芸能所属。児童養成所の講師も務めた。本名は、内田昭裕。

## 主な作品

### Vシネマ
- 難波金融伝・ミナミの帝王3「金貸しの条件」
- 難波金融伝・ミナミの帝王5「キタの女闇金」
- 難波金融伝・ミナミの帝王7「銀次郎対悪徳弁護士」

### 映画
- 約束（1972年、松竹） - 車掌
- 御用牙　かみそり半蔵地獄責め（1973年・勝プロダクション、東宝） - 茶摘みの客D
- 処女・若妻・未亡人 貞操強盗（1975年・東映） - 博士
- 野獣刑事（1982年・東映） - ポン引き
- 極道の妻たち 三代目姐（1988年・東映）
- 難波金融伝ミナミの帝王 劇場版PARTII「銭の三 銀次郎VS整理屋」
- 波金融伝伝ミナミの帝王 劇場版PARTIII「愛人契約」
- 難波金融伝ミナミの帝王 劇場版PARTIV「破産―乗っ取り」
- 難波金融伝ミナミの帝王 劇場版PARTVI「偽装結婚」

### テレビドラマ
- 遠山の金さん捕物帳（NET / 東映）
  - 第11話「若様を消す女」（1970年9月20日） - 町医者
  - 第153話「貧乏を食う男」（1973年6月10日） - 漁師
- 遠山の金さん 杉良太郎版 （NET / 東映）
  - 第1シリーズ
    - 第38話「消えた姫君を追え‼」(1976年） - 村名主
    - 第69話「お白州に小判の雨が降る!」（1977年） - 平左衛門の弟 久右衛門
    - 第83話「しじみに咲く花」（1977年）- 小唄師匠つたの大家

  - 第2シリーズ　第23話「炎の罠から消えた女」（1979年） - 茂七
- 遠山の金さん 松方弘樹版 （NET / 東映）
  - 第2シリーズ　第23話「さらば金さん、打首獄門!?」（1989年）- 長屋の住人
  - 第3シリーズ　第22話「京の姫君の妖しい誘惑」（1991年）- 仁助
  - 第4シリーズ　第22話「蒸発した六人の娘」（1992年）- 番頭
  - 第6部 第4話「米騒動、殺しの尼僧」(1994年） - 喜助
- 紅つばめお雪 第8話「昨日を失った娘」（1970年、NET / 東映）
- 長谷川伸シリーズ 第8話「江戸の巾着切り」（1972-73年、NET）
- 木枯し紋次郎 第2シリーズ 第5話「夜泣き石は霧に濡れた」（1972年12月16日、CX / C.A.L）‐ 飯屋の亭主
- 大岡越前（TBS / C.A.L）
  - 第3部 
    - 第2話「江戸わずらい」（1972年6月19日）- 平作
    - 第17話「天下一番の悪い奴」（1972年10月9日）- 船頭

  - 第4部 第23話「持った病の人助け」（1975年3月10日）- 近江屋
  - 第5部 第23話「裁けなかった恋の道」（1978年7月10日）- 長屋の月番
  - 第6部 第23話「嘘が病の札つき婆」（1982年8月9日）- たぬきの客
  - 第9部
    - 第4話「襲われた御用金」（1985年11月18日）- そば屋
    - 第10話「夫婦の絆は値千両」（1985年12月30日）- 鋳掛屋

  - 第10部 第12話「暴利を貪る悪徳商法」（1988年5月16日）- 白雲堂
  - 第12部 第7話「妖女が嗤う世継ぎの謎」（1991年11月25日）- 茂作
- 水戸黄門（TBS / C.A.L）
  - 第4部 第14話 「落ちて来たおしら様 弘前」（1973年） - 百姓
  - 第5部
    - 第14話「妖怪の仇討 姫路」（1974年） - 居酒屋の親爺
    - 第24話 「二人の御老公 佐賀」（1974年） - 百姓

  - 第6部
    - 第10話「兄妹拳法 絶海の対決 隠岐」（1975年） - 漁師
    - 第32話「素晴らしきかな人生 水戸」（1975年） - 喜作

  - 第7部
    - 第7話 「帰って来た南部駒 八戸」（1976年） - 馬喰
    - 第15話 「大見得きった偽黄門 酒田」（1976年） - 与平

  - 第8部 第27話 「熱湯に浸った悪い奴 別府」（1977年） - 米屋の亭主
  - 第9部 第25話 「黄門様の天狗退治 館林」（1978年）- 伊吉
  - 第10部 第14話 「鬼が盗んだ運上金 草津」（1979年）‐ 村人
  - 第11部
    - 第4話「悪を斬る紅緒の三度笠 山形」（1980年） - お光の父親
    - 第22話 「黄門様の子守唄 伊勢原」（1981年）‐ 飴売り

  - 第14部 第9話 「悪を蹴散らす南部駒 八戸」（1983年）- 与作
  - 第15部
    - 第3話 「偽黄門になった黄門様 伊予」（1985年） - 百姓
    - 第13話「娘が救った酔いどれ大工 山口」（1985年） - 巴屋
    - 第19話「父娘救った主君の鎧 備中松山」（1985年） - 質屋の主人
    - 第23話「鬼庄屋にされた黄門様 篠山」（1985年） - 茂十

  - 第16部
    - 第11話「浪速男のド根性 大坂」（1986年）- 喜助
    - 第18話「悪が群がる隠し銀山 大森」（1986年）- 百姓
    - 第25話「黄門様を叱った娘 鶴岡」（1986年）- 村人
    - 第36話「めざす敵は瓜二つ 白河」（1986年）- 旅籠の主人

  - 第17部 第3話 「炎に浮かぶ凶賊の罠 甲府」（1987年） - 庄屋総兵衛
  - 第18部
    - 第3話 「黄門様が用心棒 粕壁」（1988年）
    - 第32話 「飴屋の幽霊 川崎」（1989年）

  - 第20部
    - 第3話「情けが仇のとろろ汁 駿府」（1990年）
    - 第20話「弥七を狙う女 八代」（1991年）- 佐吉
    - 第31話「娘と名乗れぬ女掏摸 宮津」（1991年）
    - 第46話「印籠盗んだ女掏摸 会津」（1991年）

  - 第21部
    - 第11話「姫君替玉大作戦 阿蘇」（1992年）- 団子屋
    - 第28話「黄門一家は用心棒 諏訪」（1992年）

  - 第22部
    - 第16話「白いおひげのお風呂番 別府」（1993年） - 飯屋の亭主
    - 第29話「世継ぎを狙う毒の罠 高田」（1993年） - 飴屋

  - 第23部 第16話「葵の印籠が盗まれた?! 宇和島」（1995年） - 五平
- 必殺シリーズ（ABC / 松竹）
  - 必殺仕掛人 第16話「命かけて訴えます」（1972年） - 大庄屋
  - 必殺仕置人 第2話「牢屋でのこす血のねがい」（1973年） - 親爺
  - 助け人走る 第30話「賃金大仕掛」（1974年） - 大家
  - 暗闇仕留人 第13話「自滅して候」（1974年） - 利平
  - 必殺必中仕事屋稼業
    - 第6話「ぶっつけ勝負」（1975年）- 茶店親爺
    - 第18話「はめ手で勝負」（1975年） - 長兵衛
    - 第23話「取込まれて勝負」（1975年）- 医者玄庵

  - 必殺仕置屋稼業
    - 第1話「一筆啓上地獄が見えた」（1975年） - そば屋の亭主
    - 第13話「一筆啓上過去が見えた」（1975年） - あるじ

  - 必殺仕業人
    - 第6話「あんたこの裏切りどう思う」（1976年） - 相模屋
    - 第27話「あんたこの逆恨をどう思う」（1976年） - 屋台の亭主

  - 必殺からくり人 第4話「息子には花婿をどうぞ」（1976年） - たんす屋主人
  - 新・必殺仕置人
    - 第4話「暴徒無用」（1977年） - 宿の主人
    - 第8話「裏切無用」（1977年） - 宇平
    - 第22話「奸計無用」（1977年）- 質屋の親爺
    - 第37話「生命無用」（1977年） - 番頭

  - 新・必殺からくり人 第6話「東海道五十三次殺し旅 日坂」（1977年） - 主人
  - 必殺からくり人・富嶽百景殺し旅 第13話「尾州不二見原」（1978年） - 弥助
  - 翔べ! 必殺うらごろし
    - 第2話「突如奥方と芸者の人格が入れ替わった」（1978年）- 喜助
    - 第10話「女は子供を他人の腹に移して死んだ」（1979年） - 牢番
    - 第15話「馬が喋べった! あんた信じるか」（1979年） - 幸兵ヱ

  - 必殺仕事人
    - 第1話 「主水の浮気は成功するか?」（1979年5月18日） - 栗田
    - 第32話「隠技待伏せ斬り」（1979年） - 徳兵ヱ
    - 第46話「怨技 非業竹光刺し」（1980年） - 嘉助
    - 第60話「狙い技仁義無用斬り」（1980年） - 茂平
    - 第70話「慕い技 神輿暴れ突き」（1980年） - 治助
    - 第79話「隠し技潜入喉輪攻め」（1980年） - 同心山崎

  - 必殺仕舞人 第1話「恨みがよんでる佐渡おけさ」（1981年） - めし屋の親爺
  - 新・必殺仕事人
    - 第4話「主水寝言に奮う」（1981年5月29日） - 作太郎
    - 第13話「主水体を大切にする」（1981年7月31日） - 馬次郎
    - 第25話「主水猫を逮捕する」（1981年11月6日） - 松吉

  - 必殺仕事人III
    - 第17話「花嫁探しをしたのは勇次」（1983年2月10日） - 伊平
    - 第38話「淋しいのは主水だけじゃなかった」（1983年7月1日） - 亀吉

  - 必殺仕事人IV
    - 第5話「お加代 十里早駆けに挑戦する」（1983年11月25日） - 歳三
    - 第23話「せん 遺言状を書く」（1984年4月6日） - 藤兵衛
    - 第41話「主水 夏バテで早朝体操を休む」（1984年8月10日） - 矢助

  - 必殺まっしぐら!第10話「相手は草津温泉の乗っ取り男」（1986年）-弥助
- 江戸を斬るシリーズ（TBS / C.A.L）
  - 江戸を斬る 梓右近隠密帳
    - 第11話「小坊主剣客」（1973年）- 町人
    - 第16話「悲願の直訴状」（1974年）- 亭主

  - 江戸を斬るII 第17話「雛まつり殺人事件」（1976年）- 銭屋銀兵衛
  - 江戸を斬るV 第11話「仮面の悪魔は夢じゃない」（1980年）- 伝助
  - 江戸を斬るVII 第9話「幼い脅迫者」（1987年）
  - 江戸を斬るVIII 第8話「悪たれ婆さんの涙」（1994年）
- 座頭市物語（CX / 勝プロ）第19話「故郷に虹を見た」（1975年）
- 長七郎天下ご免!（テレビ朝日）
  - 第4話「変身!炎の京人形」（1979年11月15日）
  - 第22話「錆びた十手が輝いた!」（1980年4月3日）- 道玄
  - 第52話「一揆!太助がさらわれた!?」（1980年11月27日）- 道庵
- 京都殺人案内（ABC / 松竹）
  - 第4作「亡き妻に捧げる犯人」（1981年1月24日）- 古道具屋
  - 第6作「男女の水死体はどこから来たか!?」（1982年2月27日）- 小島
  - 第8作「刑事の娘を襲った悪徳サラ金」（1983年10月22日）- 新倉武夫（経営コンサルタント）
- 新・松平右近（日本テレビ）第15話「越すに越されぬ箱根山」（1983年）- 幸助
- 長七郎江戸日記（日本テレビ）
  - SP-2「長七郎立つ!江戸城の対決」（1984年10月2日）- 源造
  - 第102話「片思い」（1986年7月1日）- 久六
- 新・なにわの源蔵事件帳 第12話「善人の仮面」（1984年2月22日、NHK）
- 忍の一字（1985年3月23日、NHK） - 忠右衛門
- 銀河テレビ小説（NHK）
  - まんだら屋の良太（1986年） - 米松
- 連続テレビ小説（NHK）
  - 純ちゃんの応援歌（1988年 - 1989年、NHK）第120回 - 債権者の男
- 続・三匹が斬る!（テレビ朝日）「箱根路は、湯煙立って鬼退治」（1989年4月20日）- 喜助
- 八百八町夢日記（日本テレビ）
  - 第1シリーズ
    - 第4話「空蝉が飛んだ」（1989年11月7日）
    - 第21話「お人好し」（1990年3月27日）- 佐市

  - 第２シリーズ 第11話「命がけ!鉄火肌の女」（1992年1月7日）
- 半七捕物帳 第14話「折り鶴の女」（1993年1月26日、NTV） - おしのの父
- 裸の大将 第76話「清が行った竜宮城」（1995年、KTV / 東阪企画） - 宮司
- チンチン電車（1993年9月15日、NHK）